# 金浦FC
金浦FC（キンポFC、韓国語: 김포 FC、英語: Gimpo Football Club）は、大韓民国の京畿道金浦市をホームとするサッカークラブである。

## 歴史
2013年に金浦市民蹴球団（金浦市民FC）として設立。金浦総合運動場をホームスタジアムとして当時4部のチャレンジャースリーグに参戦した。
2020年に新K3リーグが発足したが、大韓サッカー協会のK3クラブライセンス規定では独立した法人形態の下で運営が行われることが必須とされたため、金浦市は財団法人の設立準備を進め、2021年にクラブ名を金浦FCに改名するとともに財団法人金浦FCを設立してクラブの運営を移管した。また、金浦総合運動場の閉鎖に伴って金浦ソルトサッカー場を新たなホームスタジアムとした。
2021年10月22日、財団法人金浦FCのプロリーグ参入同意案が金浦市議会本会議で可決。これを受けて、クラブは25日に記者会見を開いて鄭夏泳金浦市長、ソ・ヨンギル代表理事、高正云監督が出席し、2022年シーズンからのKリーグ2参入を正式に発表した。また、2021年シーズンはK3リーグで優勝を果たした。
2023年6月1日、財団法人金浦FCの2代目代表理事にローストチキンチェーン「グッネチキン」(Goobne Chicken) を展開するGNフード創業者会長のホン・ギョンホを選任した。
Kリーグ参入2年目となる2023年シーズン、Kリーグ2で3位となり昇格プレーオフを勝ち上がってKリーグ1クラブとの入れ替え戦に挑む躍進を果たすも、入れ替え戦では尹晶煥率いる江原FCに接戦の末敗れ、Kリーグ1昇格はならなかった。2024年シーズンはコリアカップのラウンド16で全北現代モータースを下し、ベスト8に進出した。
なお、Kリーグ1昇格に迫った2023年はスタジアムの座席数基準を満たさなかったために理事会の別途承認を要していたが、2024年に金浦ソルトサッカー場の拡張工事が完了して座席数1万席となり、Kリーグ1ライセンスを取得している。

## タイトル

### 国内タイトル
- K3リーグ
  - 2021

## 過去の成績
| シーズン | ディビジョン             | ディビジョン | ディビジョン | ディビジョン | ディビジョン | ディビジョン | ディビジョン | ディビジョン | ディビジョン | 韓国FAカップ |
| シーズン | リーグ                   | 試           | 勝           | 分           | 敗           | 得           | 失           | 点           | 順位         | 韓国FAカップ |
| -------- | ------------------------ | ------------ | ------------ | ------------ | ------------ | ------------ | ------------ | ------------ | ------------ | ------------ |
| 2013     | チャレンジャースリーグ   | 25           | 13           | 3            | 9            | 50           | 40           | 42           | 6位          | 不参加       |
| 2014     | K3チャレンジャースリーグ | 25           | 9            | 2            | 14           | 53           | 51           | 20           | 15位         | 1回戦敗退    |
| 2015     | K3リーグ（旧）           | 25           | 17           | 5            | 3            | 81           | 22           | 56           | 2位          | ベスト32     |
| 2016     | K3リーグ（旧）           | 19           | 16           | 1            | 2            | 46           | 14           | 49           | 2位          | 2回戦敗退    |
| 2017     | K3リーグアドバンス       | 22           | 9            | 6            | 7            | 28           | 26           | 33           | 5位          | 3回戦敗退    |
| 2018     | K3リーグアドバンス       | 22           | 11           | 4            | 7            | 42           | 31           | 37           | 4位          | ベスト32     |
| 2019     | K3リーグアドバンス       | 22           | 13           | 6            | 4            | 28           | 19           | 43           | 3位          | ベスト32     |
| 2020     | K3リーグ                 | 22           | 6            | 8            | 8            | 27           | 27           | 26           | 8位          | 3回戦敗退    |
| 2021     | K3リーグ                 |              |              |              |              |              |              |              |              | 2回戦敗退    |

## 歴代監督
- 高正云 2020-

## 歴代所属選手
- 兪炳守 2017-2018
- 李記帝 2019-2020
- 金源一 2020
- 金東燦（朝鮮語版） 2020
- 立花歩夢 2021
- 金眞英（朝鮮語版） 2021-
- 韓義赫（朝鮮語版） 2021-
- 趙香気（朝鮮語版） 2021-
- 李スルチャン（朝鮮語版） 2021-
- 丸岡満 2022.2-2022.7
- レオナルド・プラーナ 2024-